# TV Mainz-Zahlbach
Der TV Zahlbach ist ein 1862 in der damals eigenständigen Gemeinde Zahlbach (heute zu Mainz gehörig) gegründeter Sportverein. In der ersten Satzung vom 12. August 1862 wird noch vom Zahlbacher Turn-Verein gesprochen. Nach langjähriger breitensportlicher Aktivität wurde nach dem Zweiten Weltkrieg auch Augenmerk auf den Wettkampfsport gelegt. So erkämpfte sich der Verein zum Beispiel im Badminton große nationale Erfolge. Die Mannschaft des TV Mainz-Zahlbach wurde 1985, 1986 und 1987 Deutscher Meister in dieser Sportart. In den beiden Jahren vor dem Titel-Hattrick und im Jahr danach wurde Mainz-Zahlbach Vizemeister. Heute liegen die Schwerpunkte des Vereins im Rehasport, Turnen, Tischtennis und traditionell im Badminton.

## Geschichte
Das Dorf Zahlbach war vor rund 150 Jahren ein beliebtes Ausflugsziel der Mainzer Bürger und noch lange nicht eingemeindet. Grund für die Ausflügler nach Zahlbach zu kommen, waren die vielen Gastwirtschaften. In diesen verbreitete sich so das Gedankengut von Friedrich Ludwig Jahn, besser bekannt als Turnvater Jahn, rasant. Und nicht nur in Zahlbach, sondern auch in vielen anderen kleinen Dörfern rund um Mainz. So gründete sich im Frühjahr 1862 in Zahlbach ein Turnverein, der sich dem Jahnschen Gedanken „Frisch, Fromm, Fröhlich, Frei“ verpflichtete, letztendlich „durch Ertüchtigung in der Leibesübung dem deutschen Vaterland zu dienen“. In Zeiten von vielen Kriegen wohl eher darauf ausgerichtet die Wehrkraft zu erhalten.
Laut der Satzung, die auf der Generalversammlung verabschiedet worden ist, soll dieses Datum auf den 12. August 1862 fallen. In alten Überlieferungen ist sogar davon die Rede, das der TV Zahlbach bereits im Jahr 1861 gegründet worden ist, da der Verein mit einer Abordnung angeblich bei der Einweihung des Schillerdenkmals dabei gewesen sein soll. Die Feierlichkeiten zur Denkmalseinweihung fanden jedoch vom 15. bis zum 19. Oktober 1862 statt, sodass der TV Zahlbach durchaus daran teilnehmen konnte – als Verein, der am 12. August gegründet worden ist. Weitere Indizien, dass der TV Zahlbach bereits 1861 gegründet worden sein soll, finden sich nicht. In alten Mitgliederbüchern ist jedoch vom 1. April 1862 die Rede. An diesem Tag wurden die Gründungsmitglieder aufgenommen.
Als Gründungsmitglieder konnten die Herren Josef Wilhelm, Josef Porth sowie die Brüder Gottfried, Simon und Paul Müller in den noch bestehenden unterlagen gefunden werden. Dies bedeutet, dass der Verein wohl am 1. April 1862 gegründet wurde, seine erste Hauptversammlung mit der Verabschiedung der Satzung aber erst am 12. August stattgefunden hatte. Interessant in diesem Zusammenhang sind die ersten sportlichen Aktivitäten des Vereins: Turnen, Fechten, Turnfahrten und Gesang. Es wurde also schon damals nicht nur der sportliche Wettkampf gefördert, sondern auch die Geselligkeit.
Sportlich begann man zuerst etwas primitiv, denn Geld für die Beschaffung von Turngeräten war nicht vorhanden. So überlieferten die ganz alten Turner aus den Gründungsjahren, dass das erste Reck noch selbst gebaut wurde. Nach und nach aber zog der Verein weitere Bürger an, die dann immer etwas Geld für Geräte spendeten. So konnten in dieser Zeit viele neue Geräte angeschafft werden. Wieder einmal Kriege brachten das Zahlbacher Turnerleben in den Folgejahren zum Erliegen. 1872 wurde das Turnen, aus Mangel von Turnplätzen, in Gartenwirtschaften und Lokalen wiederbelebt. Die Mitgliederzahl im Verein stieg auf etwa 55 Personen an.
1873 gründeten 20 Mann der Zahlbacher Turner die Freiwillige Feuerwehr, die erst 1895 durch Schaffung der Berufsfeuerwehr Mainz aufgelöst wurde. Bis 1890 nutze man die Gartenwirtschaften und Lokale, dann erhielt der TV Zahlbach einen eigenen Turnplatz, 374 Quadratmeter groß und am Milchpfad gelegen. Voraussetzung für die Nutzungsbewilligung dieses Platzes waren Kooperationsrechte, vergleichbar mit den heutigen eingetragenen Vereinen. Einem Gesuch zur Erlangung der Kooperationsrechte wurde in diesem Jahr unter Befürwortung des Mainzer Oberbürgermeisters Heinrich Gassner von der Großherzoglichen Regierung in Darmstadt – Mainz gehörte damals zu Hessen – stattgegeben. Damit stand dem Kauf des Geländes nichts mehr im Wege. Auf dem Grundstück wurde eine kleine Halle als Geräte- und Umkleideraum gebaut. Es gab eine schöne Einweihungsfeier, bei der die vereinseigenen Sänger, Trommler und natürlich die Turner den Platz übernahmen. Das ganze Dorf war auf den Beinen und feierte mit. Und viele aus dem Dorf traten dem Turnverein bei. Sommerliche Abende wurden auf dem Turnplatz zu ausgiebigen Übungen genutzt und es war nur eine Frage der Zeit, bis Zahlbacher Turner auf den Siegerlisten bei den Gau-, Mittelrheinischen- und Landskronturnfesten zu finden waren.
1904 tauchte Jean Rehm auf, ein junger Mann, der sich der Turnidee verschrieben hatte. Er war ein hochklassiger Geräte- und Volksturner, der auf vielen Turnfesten erste Plätze einheimste. Die besondere Ausbildungsgabe Jean Rehms wurde auch anderen Turnern in Zahlbach zuteil, sodass in den folgenden Jahren immer mehr Turner aus Zahlbach in den Siegerlisten auftauchten. Und wenn die Turner wieder zurück nach Zahlbach kamen, wurden sie am Bahnhof Römersteine mit Musik abgeholt und gefeiert. Bis 1911 blieb das so. 1911 wollten einige Turner aber aufgrund Platzmangels ein größeres Turnlokal, der Platz wurde nur im Sommer genutzt. In der Generalversammlung wurde dies abgelehnt und so entschlossen sich viele Sportler aus dem Verein auszutreten und den Sportverein Zahlbach zu gründen. Fußball und Leichtathletik gehörten neben dem Turnen zu den ausgeführten Sportarten. Nach dem Ersten Weltkrieg allerdings kamen die Sportler wieder zum Stammverein zurück, zu viele waren im Krieg verstorben oder gefallen. 1912 wurde das 50-jährige Bestehen des Turnvereins gefeiert, allerdings ohne die Sportler des Sportvereins Zahlbach, die ja dem Verein nicht mehr angehörten. So war das Fest recht klein, aber in der festlichen Aufmachung suchte es seinesgleichen.
Zwischen 1914 und 1921 lag das Vereinsleben aufgrund des Ersten Weltkrieges brach. Jean Rehm brachte es fertig 1921 das Vereinsleben in Zahlbach wieder zu beleben. Eine Schülerabteilung sorgte für den nötigen Nachwuchs im Verein. Recht schnell feierten Zahlbacher Schüler auf den Turnfesten wieder Erfolge.
1924 wurde der Turnplatz erworben, auf dem die heutige Halle steht. In Selbsthilfe baute man eine Holzhalle, sodass die Übungsstunden das ganze Jahr über durchgeführt werden konnten. Erstmals war man ganz aus einer Gastwirtschaft heraus. Auch eine Handballabteilung wurde gegründet, die recht schnell zwei Titel in ihrer Klasse erringen konnte. Der Turnplatz wurde im eiskalten Winter 1929 mit Wasser geflutet um eine Eisbahn anzulegen, die vom ganzen Dorf und den Gästen aus Mainz genutzt wurde. 1937 wurde noch das 75-jährige Jubiläum gefeiert, bevor 1939 wieder einmal durch den Zweiten Weltkrieg das Vereinsleben zum fast zum Stillstand kam. Alfred Keil konnte bis kurz vor Ende des Krieges das Turnen auf dem Turnplatz weiterführen. 1945 allerdings wurde dieser durch einen Bombenangriff zerstört. Erst 1950 ging es in Zahlbach mit dem Sport weiter. Unter der Leitung von Paul Eberle wurde der Turnplatz wieder hergerichtet und zusammen mit Karl Margraf die Halle in Angriff genommen. Die Stadt Mainz und Totomittel sorgten dafür, dass mit hunderten freiwilligen Arbeitsstunden Zahlbacher Sportler die Halle gebaut werden konnte.
Am 24. Juli 1950 wurde die Halle eingeweiht. Sportlich kam nun noch eine Tischtennisabteilung hinzu, die allerdings kurze Zeit später aufgrund von Abwanderungen von Spielern wieder aufgelöst werden musste. Sogar die Kerb in Zahlbach wurde in den folgenden Jahren durch den TV Zahlbach veranstaltet, nicht zu vergessen die vielen Fastnachtsveranstaltungen, in denen sich in der Halle in Zahlbach nicht nur Vereinsmitglieder vergnügten. Beide Veranstaltungen haben sich leider nicht bis in die heutige Zeit retten können. Wie immer fehlt es heutzutage an Geld und Helfern. Ab 1954 wurde in Zahlbach Badminton gespielt. Günter Cezane und seine Frau Margot brachten das Spiel nach Zahlbach. Nach einem Jahr war die Zahl der Spieler so groß, dass sich die Badminton-Abteilung dem Hessischen Badminton-Verband anschloss. Die erste Mannschaft des TV Zahlbach war immer in den höchsten Klassen zu finden. An vielen deutschen Meisterschaften, auch im kurfürstlichen Schloss in Mainz, wurde teilgenommen um immer gute Platzierungen erreicht. Obwohl in den Folgejahren nur ein Spielfeld in der kleinen Halle zur Verfügung stand, vergrößerte sich die Badmintonabteilung.
1965 wurde die Halle erweitert und somit standen für die Badmintonspieler zwei Felder zur Verfügung. Dies hatte Titel und den Aufstieg der ersten Mannschaft in die Oberliga zur Folge. Die nächsten Jahre waren der Jugendarbeit gewidmet, die Anfang der 1970er Jahre Erfolge zeigte. 1977 wurde die Jugendmannschaft Deutscher Vize-Mannschaftsmeister. Die Blütezeit des Vereins im Bereich Badminton ging los, Zahlbacher Sportler waren in den Nationalmannschaften zu finden. Der erste Deutsche Meistertitel kam 1978 durch Thomas Künstler, die erste Mannschaft stieg wieder in die Oberliga Südwest auf und auch international machte Zahlbach von sich reden. Olaf Rosenow wurde internationaler Meister von Ungarn 1978. Unzählige Titel im Juniorenbereich folgten. Die Turner im Verein blieben in der Öffentlichkeit ein wenig zurück, feierten aber auch Erfolge auf Turnfesten. 1980 wurde zudem eine Volleyballgruppe gegründet, die sich immer freitags in der Halle traf.
Die Badmintonspieler sorgten in den folgenden Jahren immer wieder für Erfolge. Deutsche Titel und Internationale Titel wurden nach Zahlbach geholt. 1983 spielte die erste Mannschaft in der Bundesliga. 1985 folgte der erste von drei aufeinanderfolgenden Deutschen Mannschaftsmeisterschaften. Es war der Höhepunkt des Sports in Zahlbach. Ein Empfang folgte in diesen Jahren dem nächsten, die Halle war auch von Sportlern gut gefüllt und platzte wieder aus den Nähten.
1987 feierte der TV Zahlbach sein 125-jähriges Bestehen. Zu diesem Fest war wieder viel los in Zahlbach: Festumzug, Gottesdienst in der Kirche, ein Festabend sowie eine Sportveranstaltung in der Halle des Schloss Gymnasiums vor mehreren hundert Menschen. Auch im Jubiläumsfahr schaffte es die 1. Zahlbacher Badmintonmannschaft den deutschen Meistertitel zu erringen. Viel Grund zum Feiern brachten weitere Titel auf nationaler und internationaler Ebene. Es war sicher das wichtigste Jahr des TV Zahlbach.
Der Badminton-Boom war allerdings 1994 zu Ende. Aufgrund von Finanzierungsproblemen musste sich die erste Mannschaft aus der Bundesliga zurückziehen. Die Spitzensportler wanderten ab oder beendeten ihre Karriere. Die Zahlbacher Badminton-Teams fingen mit dem Aufbau wieder in unteren Spielklassen an.
Nach dem Rückzug der Bundesligamannschaft wurde der Verein umgekrempelt, Fitness und Gesundheit stehen bis heute im Motto des TV Zahlbach. Die Turnabteilung wurde wieder der stärkste Ast im Baum des TV Zahlbach, stellte also wieder die meisten Mitglieder. Waren in den 1950er bis 1970er Jahren die Mitgliederzahlen um die 250 bis 300 so kam es in den Jahren nach dem Badmintonboom zu einer wahren Mitgliederexplosion. Bis heute hat der TV Zahlbach rund 600 Mitglieder.
Eine wichtige Entscheidung wurde im Jahre 2011 beschlossen: die Vergrößerung der Halle. Ziel ist es die Hallenkapazitäten für den Sportbereich zu erweitern und damit neue Sportler für den Verein zu begeistern. Im Jahr 2012, dem Jubiläumsjahr wurde die neue vergrößerte Halle eingeweiht. Zusätzlich zum geplanten Anbau stellte sich heraus, dass der gesamte Boden erneuert werden muss, sodass die Halle nun vier Badmintonfelder sowie ein Volleyballfeld enthält. Die Deckenleuchten wurden extra in der Weise angebracht, dass sie beim Badminton nicht die Sicht nach oben behindern.

## Badmintonabteilung
Die Badmintonabteilung des TV Mainz-Zahlbach kann auf eine erfolgreiche Vergangenheit zurückschauen. In den 80ern erreichte man jeweils 3-mal die deutsche Meisterschaft und 3-mal die deutsche Vizemeisterschaft. Nach dem Rückzug der Bundesligamannschaft blieben größere Erfolge aus. Die aktiven Badmintonmannschaften spielen nun im Badmintonverband Rheinhessen-Pfalz (BVRP) und können in den letzten Jahren auf einige Errungenschaften aber auch Rückschläge zurückblicken.
Nachdem in der Saison 14/15 wieder drei aktive Mannschaften in der Kreisliga Nordost, Bezirksliga Mitte und Bezirksoberliga Rheinhessen gemeldet wurden, konnten sogleich drei Meisterschaften gefeiert werden.
In der folgenden Saison 15/16 wurde noch eine zusätzliche Mannschaft in der Verbandsliga Nordost gemeldet. Im Ergebnis konnte die erste Mannschaft wiederum klar die Meisterschaft in der Verbandsliga Nordost für sich entscheiden und stieg für das Folgejahr in die Rheinhessen-Pfalz-Liga auf. Nach der Saison wurde klar, dass es auch für die dritte Mannschaft einen Aufstieg von der Bezirksoberliga in die Verbandsliga geben würde. Zwar erreichte man in der Abschlusstabelle 15/16 der Bezirksoberliga nur den zweiten Platz, aufgrund der Zusammensetzung der oberen Ligen, entschied der Verband aber, dass sowohl der Zweite als auch der Dritte der Bezirksoberliga Rheinhessen aufsteigen sollten. Die zweite Mannschaft erreichte einen respektablen 5. Rang in der Verbandsliga Nordost, und die vierte Mannschaft konnte den 3. Platz in der Bezirksliga Mitte belegen.
In der Saison 16/17 konnte die erste Mannschaft den 3. Platz in der Rheinhessen-Pfalz-Liga erreichen. Die zweite Mannschaft war in der Verbandsliga bis zum Ende in den Kampf um den Aufstieg verwickelt und bis zum letzten Spieltag auf Platz 1, fiel an diesem aber auf den 3. Platz zurück. Die dritte Mannschaft konnte gegen Ende der Saison die vielen Verletzten nicht mehr ersetzen, sodass – ganz knapp nach Sätzen – der Abstieg in die Bezirksoberliga vorerst feststand, später aber wegen zurückgezogenen Mannschaften zurückgenommen wurde. Die vierte und die fünfte Mannschaft erreichten jeweils den 4. Platz in der Bezirks- und der Kreisliga.
In der Saison 17/18 startete man mit 4 Herrenmannschaften und musste im Laufe der Saison die dritte Mannschaft (Verbandsliga Nordost des Badmintonverband Rheinhessen-Pfalz) aufgrund von Personalmangel zurückziehen. Die erste Mannschaft erreichte den 3. Platz der Rheinhessen-Pfalz-Liga. Aufgrund des Rückzugs der Meister aus Fischbach vom Aufstieg und verschiedener Konstellationen gepaart mit dem Unwillen von verschiedenen Mannschaften aus dem Badmintonverband Rheinland konnte damit unser Aufstieg in die Rheinland-Pfalz-Liga zusammen mit den Tabellenzweiten aus Landau gesichert werden. Die zweite Mannschaft erreichte ebenfalls den 3. Platz in der Verbandsliga Nordost. Die vierte Mannschaft wurde 7. in der Bezirksliga.
Die Saison 18/19 verlief von Anfang bis Ende sehr erfolgreich für alle drei gemeldeten Mannschaften. Die im Jahr zuvor gemeldete vierte Mannschaft wurde zurückgezogen. Stattdessen spielten die Spieler der ehemals vierten Mannschaft nun zusammen mit dem ein oder anderen aus der in der Vorsaison zurückgezogenen dritten Mannschaft direkt in der Bezirksoberliga. Die erste Mannschaft war ohne Erwartungen in die Rheinland-Pfalz-Liga gestartet – lediglich der Klassenerhalt und eine Menge Spaß wurden als Ziel ausgegeben. Schließlich wurde es aber mit lediglich 2 Unentschieden und ansonsten nur gewonnenen Spielen die Meisterschaft und damit der Aufstieg in die Oberliga Südwest für die kommende Saison. In der Verbandsliga waren die Erwartungen dagegen höher angesetzt. Nach zwei Jahren mit jeweils dem dritten Platz in der Verbandsliga Nordost wollte man nun endlich den Aufstieg in die Rheinhessen-Pfalz-Liga schaffen und damit den Leistungsabstand zur ersten Mannschaft verkürzen – und das schaffte man auch mit Bravour. Lediglich ein 1 Unentschieden und 11 gewonnene Spiele standen zum Schluss zu Buche. Die dritte Mannschaft konnte ebenfalls die Meisterschaft gewinnen. Auch hier hatte man keineswegs mit diesem Resultat gerechnet. Für die nächste Saison planen wir eine vierte Mannschaft, die den Einstieg für Jugendspieler und ambitionierte Badmintonspieler in den Erwachsenenbereich wieder etwas vereinfachen soll.
|                             | 14/15 | 15/16   | 16/17   | 17/18   | 18/19 |
| Rheinland-Pfalz-Liga        |       |         |         |         | 1.    |
| Rheinhessen-Pfalz-Liga      |       |         | 3.      | 3.      |       |
| Verbandsliga Nordost        |       | 1. / 5. | 3. / 8. | 3. / 8. | 1.    |
| Bezirksoberliga Rheinhessen | 1.    | 2.      |         |         | 1.    |
| Bezirksliga                 | 1.    | 3.      | 4.      | 7.      |       |
| Kreisliga                   | 1.    |         | 4.      |         |       |